# Front d'Esquerres
El Front d'Esquerres a Catalunya i al País Valencià fou una coalició electoral d'esquerres que va obtenir un gran triomf en les eleccions legislatives del 16 de febrer de 1936 per a enfrontar-se al Front Català d'Ordre. El seu equivalent a la resta d'Espanya fou el Frente Popular.

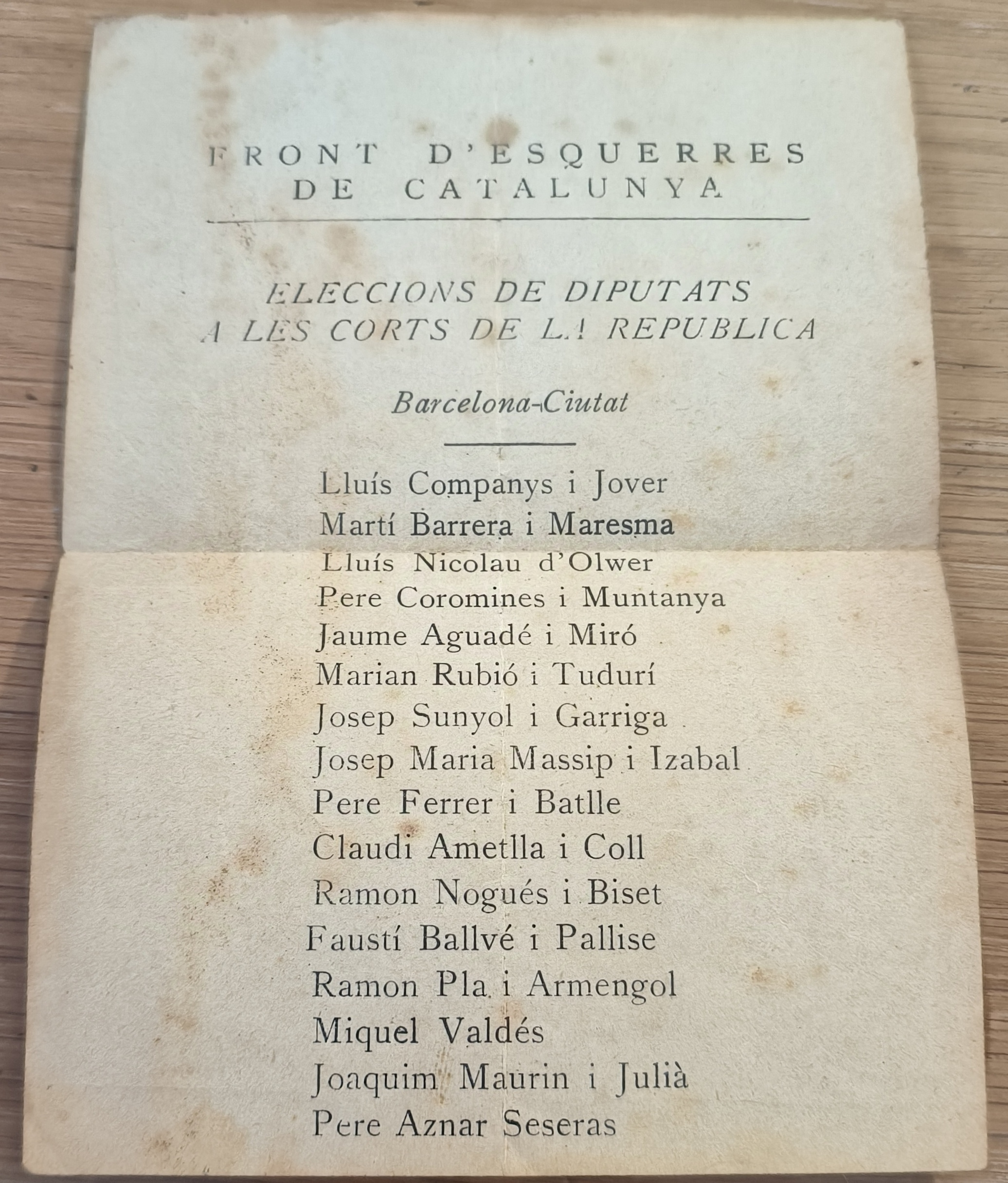
Butlleta del Front d'Esquerres de Catalunya de febrer de 1936, circumscripció de Barcelona-ciutat

## Components
El Front d'Esquerres es va acordar en un Manifest signat a Barcelona el 4 de febrer de 1936 per l'ERC, ACR, PNRE, Unió Socialista de Catalunya, Partit Republicà d'Esquerra, Unió de Rabassaires de Catalunya, POUM, Partit Català Proletari i Partit Comunista de Catalunya. Aquesta coalició donava suport al Front Popular, coalició republicana-socialista i comunista a la resta de la República, que pretenia recuperar el govern per a les esquerres.

## Programa
En el seu programa proclamà com a objectius, entre d'altres, l'amnistia política i social dels empresonats per la seva participació en els fets del sis d'octubre de 1934, el restabliment total del govern autònom de Catalunya, la vigència de l'Estatut de Núria, l'acabament del traspàs de serveis i el restabliment de la llei de Contractes de Conreu.

## Resultats
Va obtenir un total de 41 escons sobre 54 totals, repartits per províncies i per partits de la següent manera:
- Província de Girona, 5 escons - 3 per ERC, 1 pel PNRE, 1 per ACR.
- Província de Lleida, 4 escons - 3 per ERC i un per USC.
- Província de Barcelona, 11 escons - 5 per ERC, 2 per USC, 2 per UdeR, 1 per PNRE, 1 per ACR.
- Barcelona ciutat, 16 escons - 8 per ERC, 2 per ACR, 2 pel PRE, un pel Partit Català Proletari, 1 USC, 1 POUM, i un pel PCC.
- Província de Tarragona, 5 escons - 2 per ERC, 1 per la Federació Catalana del PSOE, 1 per ACR, 1 pel PRE.